# アンナ・カテリーナ・ゴンザーガ
アンナ・カテリーナ・ゴンザーガ（Anna Caterina Gonzaga, 1566年1月17/27日 - 1621年8月3日）は、イタリア・マントヴァ公国の支配者ゴンザーガ家の公女で、オーストリア＝チロル大公フェルディナント2世の2番目の妻。

## 生涯
マントヴァ公グリエルモとその妻で神聖ローマ皇帝フェルディナント1世の娘であるエレオノーレの間の第3子、次女として生まれた。1582年5月14日にインスブルックにおいて、チロル州侯を務めるフェルディナント大公と結婚した。夫妻は実の伯父と姪の間柄だった。夫妻の間には4人の娘が生まれた。
- マルタ（1582年）
- アンナ（1583年 - 1584年）
- マリア（1584年 - 1649年） - 修道女
- アンナ（1585年 - 1618年） - 1611年、神聖ローマ皇帝マティアスと結婚

1621年にインスブルックで死去した。翌1622年に、フェルディナント2世大公の甥にあたる神聖ローマ皇帝フェルディナント2世が2度目の皇后としたエレオノーラ・ゴンザーガは、アンナ・カテリーナの兄マントヴァ公ヴィンチェンツォ1世の娘である。